# Sultán

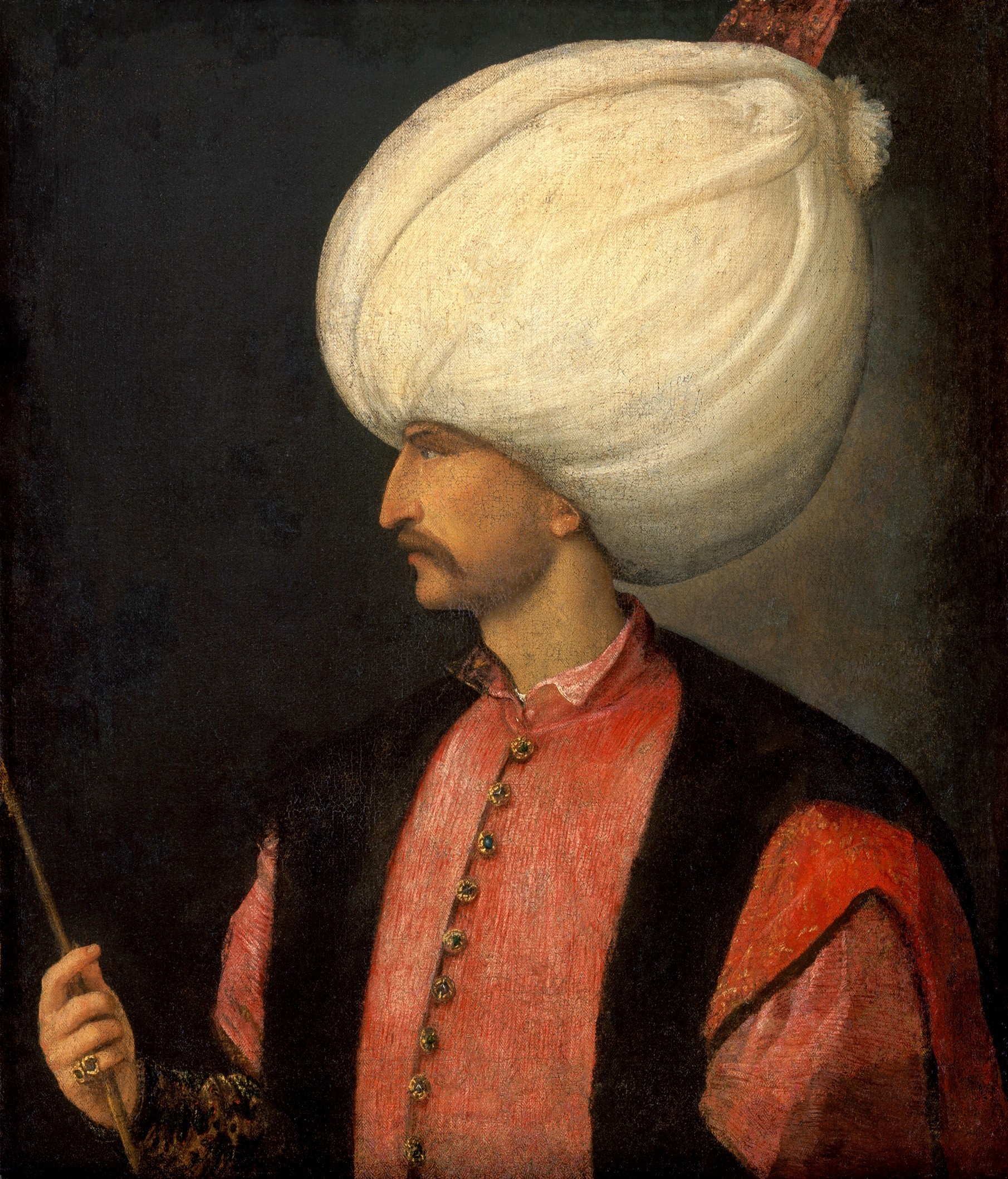
El sultán Suleiman I es considerado uno de los más famosos del Imperio Otomano.

 El término sultán (del árabe سلطان sulṭān, y este de سلطة sulṭa: «poder») es un título utilizado en algunos países islámicos equivalente al de rey o monarca (aunque no se traduce, ya que un rey propiamente dicho es en árabe un malik ملك). Literalmente vendría a significar «el que ejerce el poder», y en su origen fue un modo de referirse a los jefes militares, generalmente turcos, que ejercían el poder de facto en territorios nominalmente gobernados por el califa. Más adelante se convirtió en título real (del soberano).
El término es distinto de rey (ملك malik), a pesar de que ambos se refieren a un gobernante soberano. El uso de "sultán" se limita a los países musulmanes, donde el título tiene un significado religioso, en contraste con el más secular rey, que se utiliza tanto en países musulmanes como no musulmanes.
En los últimos años, el término sultán ha sido sustituido gradualmente por el de rey por los gobernantes hereditarios contemporáneos que desean enfatizar su autoridad secular bajo el imperio de la ley. Un ejemplo notable es Marruecos, cuyo monarca cambió su título de sultán a rey en 1957.

## Descripción
El primero en llevar oficialmente el título fue Mahmud de Gazni, de la dinastía de los gaznauíes, gaznavíes o gaznávidas (998-1030), que gobernó desde la actual ciudad afgana de Gazni unos dominios que iban desde el Ganges a Mesopotamia. Después se convirtió en el título de los turcos selyuquíes y otomanos, así como de la dinastía de los ayyubíes —la de Saladino— y la de los mamelucos que gobernaron Egipto. También fueron sultanes los monarcas magrebíes: almorávides, almohades y otras dinastías, así como los reyes de taifas de Al-Ándalus. Marruecos fue un sultanato hasta 1955, momento en que el sultán Mohámmed ben Yúsef (Mohámmed V) hizo difundir el término más moderno de rey (malik).
En el Imperio otomano no solo el soberano sino también su madre (Valide sultan) e hijas llevaban este título. En el caso de las mujeres, el título venía después del nombre de la persona (por ejemplo, Hürrem Sultan), y no antes, como en el caso del soberano.
En la actualidad, el título lo llevan los monarcas de Omán y Brunéi, y de modo honorífico algunos gobernantes locales de Filipinas, Java o Malasia.
El gobierno de un sultán puede recibir el nombre de "sultanato"; por ejemplo, el Sultanato de Omán.

## Historia del término

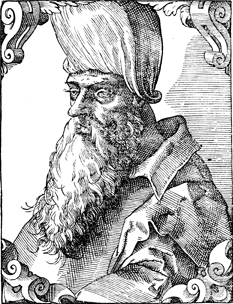
Tuman bay II, el último de los sultanes mamelucos.

La palabra deriva de la raíz árabe y semítica salaṭa "ser duro, fuerte". El sustantivo sulṭān designaba inicialmente un tipo de autoridad moral o poder espiritual (en contraposición al poder político), y se utiliza en este sentido varias veces en el Qur'an.
En el mundo musulmán temprano, el poder y la autoridad máximos estaban teóricamente en manos del califa, que era considerado el líder del califato. Sin embargo, la creciente fragmentación política del mundo musulmán después del siglo VIII puso en entredicho este consenso. Los gobernadores locales con autoridad administrativa ostentaban el título de amir (traducido tradicionalmente como "comandante" o "príncipe") y eran nombrados por el califa, pero en el siglo IX algunos de ellos se convirtieron en gobernantes independientes de facto que fundaron sus propias dinastías, como los aglabíes y los tuluníes. Hacia finales del siglo X, el término "sultán" comienza a utilizarse para designar a un gobernante individual con autoridad prácticamente soberana, aunque la evolución temprana del término es complicada y difícil de establecer. La primera figura importante que se autoconcedió claramente este título fue el gobernante ghaznavid Mahmud de Ghazni (r. 998 - 1030 d. C.), que controlaba un imperio sobre el actual Afganistán y la región circundante. Poco después, el Grandes selyúcidas adoptó este título tras derrotar al Imperio gaznávida y hacerse con el control de un territorio aún mayor que incluía Bagdad, la capital del Califas abasíes. El primer líder selyúcida Tughril Bey fue el primer dirigente que adoptó el epíteto de "sultán" en su moneda. Aunque los selyúcidas reconocían formalmente a los califas de Bagdad como el líder universal de la Comunidad musulmana, su propio poder político eclipsaba claramente a estos últimos. Esto hizo que varios eruditos musulmanes -en particular Al-Juwayni y Al-Ghazali - intentaron desarrollar justificaciones teóricas de la autoridad política de los sultanes selyúcidas en el marco de la autoridad suprema formal de los califas reconocidos. En general, las teorías mantenían que toda la autoridad legítima derivaba del califa, pero que se delegaba en gobernantes soberanos a los que el califa reconocía. Al-Ghazali, por ejemplo, sostenía que si bien el califa era el garante de la ley islámica (Sharia|shari'a]), se requería poder coercitivo para hacer cumplir la ley en la práctica y el líder que ejercía ese poder directamente era el sultán.
El cargo de sultán siguió creciendo en importancia durante el período de las Cruzadas, cuando los líderes que ostentaban el título de "sultán" (como Salah ad-Din y la dinastía ayubí) lideraron el enfrentamiento contra los estados cruzados en el Levante. Las opiniones sobre el cargo de sultán se desarrollaron aún más durante la crisis que siguió a la destrucción de Bagdad por los mongoles en 1258, que eliminó los restos del poder político abasí. A partir de entonces, los descendientes supervivientes de los califas abasíes vivieron en El Cairo bajo la protección del Mamluks y siguieron siendo reconocidos nominalmente por éste. Sin embargo, a partir de ese momento no tenían ninguna autoridad y no eran reconocidos universalmente en todo el mundo musulmán suní. Como protectores de la línea de los califas abbasíes, los mamelucos se reconocían a sí mismos como sultanes y el erudito musulmán Khalil al-Zahiri sostenía que sólo ellos podían ostentar ese título. No obstante, en la práctica, muchos gobernantes musulmanes de este periodo utilizaban también el título. Los gobernantes mongoles (que desde entonces se habían convertido al Islam) y otros gobernantes turcos estaban entre los que lo hacían.
La posición de sultán y califa comenzó a mezclarse en el siglo XVI, cuando el Imperio Otomano conquistó el Imperio Mameluco y se convirtió en la principal potencia musulmana suní indiscutible en la mayor parte de Oriente Medio, África del Norte y Europa Oriental. El erudito y jurista otomano del siglo XVI, Ebüssuûd Mehmet Efendi, reconoció al Sultán otomano (Solimán el Magnífico en ese momento) como califa y líder universal de todos los musulmanes. Esta fusión de sultán y califa se acentuó más claramente en el siglo XIX durante el declive territorial del Imperio Otomano, cuando las autoridades otomanas trataron de presentar al sultán como líder de toda la comunidad musulmana frente a la expansión colonial europea (cristiana). Como parte de esta narrativa, se afirmaba que cuando el sultán Selim I capturó El Cairo en 1517, el último descendiente de los abasíes en El Cairo le cedió formalmente el cargo de califa. Esta combinación elevaba así la autoridad religiosa o espiritual del sultán, además de su autoridad política formal.
Durante este período posterior, el título de sultán se siguió utilizando también fuera del Imperio Otomano, como en los ejemplos de los aristócratas somalíes, nobles malayos y la sultanes de Marruecos. (como la dinastía alauita fundada en el siglo XVII). Sin embargo, no fue utilizado como título de soberanía por los gobernantes musulmanes Shia. La dinastía Safávida de Irán, que controlaba el mayor estado musulmán chiita de esta época, utilizaba principalmente el título Persa Shah, una tradición que continuó bajo las dinastías posteriores. El término sultán, por el contrario, se daba principalmente a los gobernadores provinciales dentro de su reino.

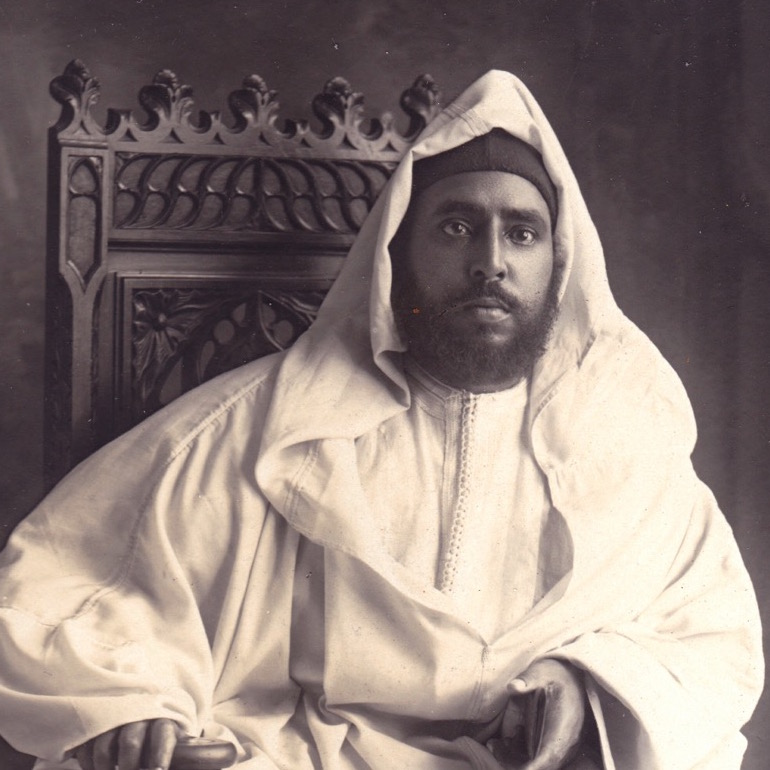
El Sultán Abd al-Hafid de Marruecos.

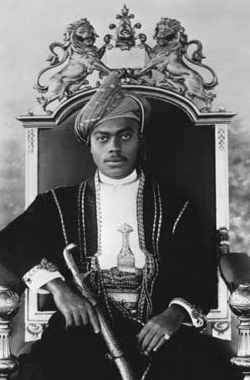
El octavo sultán de Zanzíbar, Alí II ibn Hamud. Fotografía tomada entre 1902 y 1911.

## Títulos de gobernantes compuestos

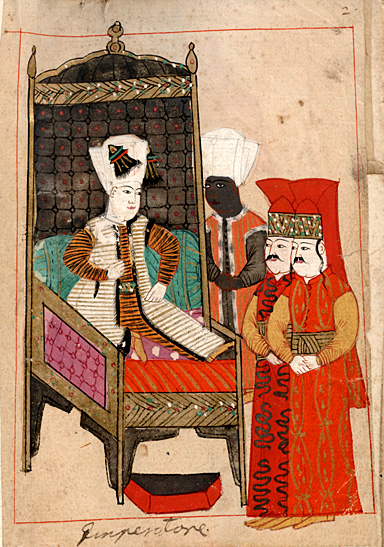
El sultán otomano Mehmed IV asistido por un eunuco y dos pajes

Por lo general, se trata de títulos secundarios, ya sea de "poesía" elevada o con un mensaje, por ejemplo:
- Mani Sultan = Manney Sultan (que significa la "Perla de los Gobernantes" o "Monarca Honrado") - un título secundario, parte del estilo completo del Maharajá de Travancore
- Sultán de los Sultanes - el equivalente sultánico del estilo Rey de Reyes
- Algunos títulos secundarios tienen una connotación islámica devota; por ejemplo, Sultán ul-Mujahidin como campeón de la yihad (esforzarse y luchar en nombre de Alá).
- Alteza Sultánica: un raro estilo honorífico híbrido occidental-islámico utilizado exclusivamente por el hijo, la nuera y las hijas del sultán Hussein Kamel de Egipto (una Historia de Egipto bajo el protectorado británico desde 1914), que lo llevaban con sus títulos principales de Príncipe (Amir; en turco: Prens) o Princesa, después del 11 de octubre de 1917. Disfrutaron de estos títulos de por vida, incluso después del Rescripto Real que regulaba los estilos y títulos de la Casa Real tras la independencia en 1922, cuando a los hijos e hijas del recién nombrado rey (malik Misr, considerado un ascenso) se les concedió el título Sahib(at) us-Sumuw al-Malaki, o Alteza Real.
- Sultan-ul-Qaum - título que significa Rey de la Nación, otorgado al líder Sikh del siglo XVIII Jassa Singh Ahluwalia por sus partidarios

## Títulos principescos y aristocráticos

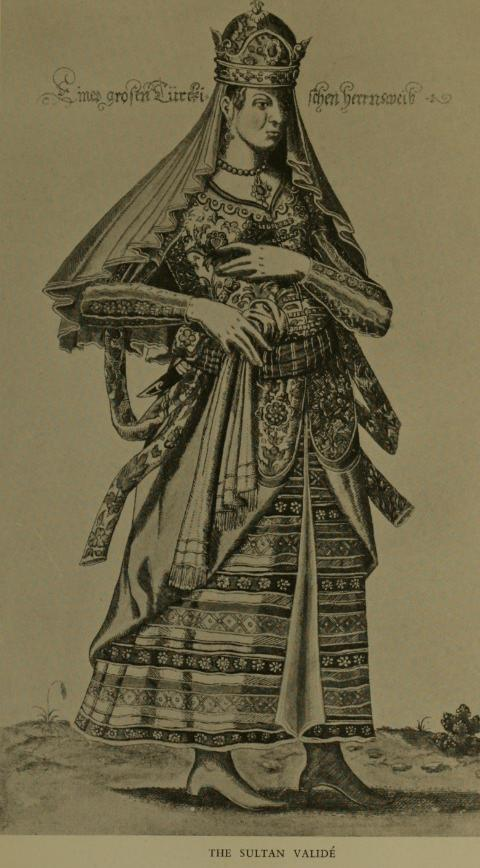
La valide sultan (madre sultana) del Imperio Otomano.

A principios del siglo XVI, el título de sultán lo llevaban tanto los hombres como las mujeres de la dinastía otomana y sustituía a otros títulos por los que se conocía a los miembros prominentes de la familia imperial (especialmente khatun para las mujeres y bey para los hombres). Este uso subraya la concepción otomana del poder soberano como prerrogativa familiar.
La tradición occidental conoce al gobernante otomano como "sultán", pero los propios otomanos utilizaban "padişah" (emperador) o "hünkar" para referirse a su gobernante. El título formal del emperador consistía en "sultán" junto con "khan" (por ejemplo, Sultán Suleiman Khan). En el discurso formal, los hijos del sultán también recibían el título de "sultán"; los príncipes imperiales (Şehzade) llevaban el título antes de su nombre de pila, y las princesas imperiales lo llevaban después. Por ejemplo, Şehzade Sultan Mehmed y Mihrimah Sultan, hijo e hija de Suleiman el Magnífico. Al igual que las princesas imperiales, la madre en vida y la consorte principal del sultán reinante también llevaban el título después de sus nombres de pila, por ejemplo, Hafsa Sultan, madre de Solimán y primer sultán valido, y Hürrem Sultan, consorte principal de Solimán y primer sultán haseki. La evolución del uso de este título reflejó los cambios de poder entre las mujeres imperiales, especialmente entre el sultanato de las mujeres, ya que al erosionarse la posición de consorte principal en el transcurso del siglo XVII, la consorte principal perdió el título de "sultana", que sustituyó por el de "kadin", un título relacionado con el anterior de "khatun". A partir de entonces, la madre del sultán reinante era la única persona de sangre no imperial que llevaba el título de "sultán".
En el kanato kazajo un sultán era un señor de la dinastía gobernante (descendiente directa de Gengis Kan) elegido por los clanes, es decir, una especie de príncipes. El mejor de los sultanes era elegido como khan por el pueblo en Kurultai.

## Jerarquía militar
En varios estados post-califales bajo dominio mongol o turco, existía una jerarquía militar de tipo feudal. Estas administraciones eran a menudo decimales (sobre todo en los imperios más grandes), y utilizaban originalmente títulos principescos como khan, malik, amir como meras denominaciones de rango.
En el imperio persa, el rango de sultán era más o menos equivalente al de un capitán actual en Occidente; socialmente en la clase de quinto rango.

## Las sultanas
La primera sultana que gobernó en su propio nombre (antes de ella ya había habido sultanas regentes que gobernaban en nombre de sus hijos pequeños) fue probablemente la sultana Razia (1236-1240) del sultanato de Delhi, que pidió ser llamada "sultán" y no "sultana" porque, en su opinión, "sultana" era un término reservado a las esposas y concubinas del "sultán". Creó escuelas, academias, centros de investigación y bibliotecas públicas.
Shajar Al-Durr, viuda de Al-Salih Ayyub, fue sultana ayyubí de Egipto de 1250 a 1257, asociada a su nuevo marido, el primer sultán mameluco Aibek, a quien había matado antes de ser asesinada por su séquito.
La Sultana Chand, más conocida como Chand Bibi, dominaba varios idiomas, entre ellos el árabe, el canarés, el marati, el persa y el turco, y fue regente del país de su marido, Bijapur, de 1580 a 1590, y después de su Ahmednagar natal, de 1596 a 1599.
El reino de Patani, situado al sur de la actual Tailandia, conoció un periodo de cuatro gobernantes sucesivos. Comenzó con la subida al trono de la princesa Ijau en 1584 y terminó con la muerte de su sobrina Kuning en 1651.
El Imperio Otomano también vivió un periodo conocido como el "sultanato de las mujeres" (kadınlar saltanatı en turco), que duró unos 130 años. Durante este periodo, las madres e incluso las abuelas de "sultanes" como Kösem Sultan (1589-1651) gobernaban en nombre de sus hijos o nietos.
El sultanato de Aceh, en el norte de la isla de Sumatra (Indonesia), también conoció un periodo de cuatro reinas sucesivas, desde 1641, con el acceso de Ratu Safiatuddin Tajul Alam, hasta 1699, con la muerte de Ratu Kamalat Shah Zinatuddin.
Khnata bent Bakkar fue sultana de Marruecos de 1729 a 1754, y ocupó la regencia durante el periodo posterior a la muerte del sultán Ismaíl de Marruecos en 1727.

## Colonización del sultanato
Muchos países del sultanato formaron imperios bajo una religión, a saber, el Islam, su misión era colonizar los países vecinos y convertirlos por la fuerza al Islam. Y todavía se puede ver en la era moderna, concretamente en Pakistán; en la antigüedad, Pakistán fue el lugar de nacimiento de la tercera religión más grande del mundo actual, es decir, el hinduismo Durante la invasión árabe del subcontinente indio, el hinduismo experimentó un importante descenso hasta ahora el porcentaje de hindúes en el país sólo constituye el 2% de la población del país. des Esto fue muy común en el siglo VI hasta finales del siglo XVII en los países musulmanes afirmaban hacerlo en el nombre de "Allah". Entonces el término "sultanato colonial" es muy controvertido.

## Sultanes en la actualidad

### Sultanes de Estados soberanos
- Brunéi: Sultán Muda Hassanal Bolkiah, Sultán y Yang di-pertuan de la Nación de Brunéi, la Morada de la Paz
- Omán: Sultán Haitham bin Tariq Al Said, Sultán del Sultanato de Omán

### Sultanes en Monarquías Federales
- Johor: Sultán Ibrahim Ismail, Sultán y Yang di-Pertuan del Estado Malayo de Johor, La Morada de la Dignidad y sus territorios ocupados
- Kedah: Sultán Sallehuddin, Sultán y Yang-di Pertuan del Estado Malayo de Kedah, la Morada de la Seguridad
- Kelantan: Sultán Mohamed V de Kelantan, Al-Sultán y Yang di Pertuan del Estado Malayo de Kelantan, Morada de la Dicha y sus dependencias
- Pahang: Sultán Abdullah de Pahang, Sultán y Gobernante del Estado Malayo de Pahang, Morada de la Tranquilidad
- Perak: Sultán Nazrin Shah, Sultán, Yang di-Pertuan y Gobernante del Estado Malayo de Perak, Morada de la Gracia y sus dependencias
- Selangor: Sultán Sharafuddin Idris Shah, Sultán y Yang di-Pertuan del Estado Malayo de Selangor, Morada de la Sinceridad
- Terengganu: Sultán Mizan Zainal Abidin, Sultán y Yang di-Pertuan del Estado Malayo de Terengganu, Morada de la Fe

### Sultán con poder dentro de una República
- Región Especial de Yogyakarta: Sri Sultan Hamengkubuwono X, Sultán y Gobernador de la Región Especial Indonesia de Yogyakarta